# كلهم في النار (فلم)
كلهم في النار هو فيلم مصري عرض عام 1978، بطولة فريد شوقي وسهير رمزي ومصطفى فهمي، ومن إخراج أحمد السبعاوي.

## قصة الفيلم
يملك المعلم خضر سطوة كبيرة على سوق الأسمنت، له ابنة وحيدة هي زكية والتي تحب عادل، يلفق له جريمة قتل، وينفصل راغب أحد أعوان والده في الوكالة ويؤسس وكالة أخرى، ويصاب المعلم خضر بشلل نصفي، فتقرر الابنة أن تدير الوكالة بالنيابة عن والدها، وأن تقف رأسًا برأس مع راغب الذي انشق عنه.

## طاقم التمثيل
- فريد شوقي: (المعلم خضر)
- سهير رمزي: (زكية "زيزي")
- مصطفى فهمي: (راغب)
- محمود قابيل: (عمر)
- مريم فخر الدين: (سيّدة)
- حسين الشربيني: (توفيق)
- نجوى صالح: (سعاد)
- أحمد أباظة: (وهدان)
- علي عزب
- كوثر رمزي
- سعيدة جلال
- حمادة الحبروك
- عبد الحميد أنيس: (طبيب المستشفى)
- أحمد حسين: (همّام)
- سعيد حسني
- نعيم عيسى: (طبيب المنزل)
- مختار السيد: (ضابط شرطة)
- علي المعاون: (من رجال راغب)

## فريق العمل
- إخراج: أحمد السبعاوي
- قصة: حسين مؤنس
- سيناريو وحوار: صبري عزت
- مدير التصوير: إبراهيم صالح
- مونتاج: فكري رستم
- موسيقى تصويرية: ميشيل المصري
- إنتاج: أفلام نهضة مصر (والي السيد)
- توزيع: أفلام نهضة مصر (والي السيد)